# Boxe aux Jeux méditerranéens de 2022 - Poids légers femmes
L'épreuve féminin de boxe des poids légers (-60 kg) des Jeux méditerranéens de 2022 de Oran se déroule au centre EMEC Expositions Palace Hall du 28 juin au 1er juillet 2022.

## Format de la compétition
Comme tous les événements des Jeux méditerranéens, la compétition de boxe consiste en un tournoi à élimination directe. Dans cette catégorie de poids légers, cet événement regroupe 7 boxeuses qui sont qualifiées pour la compétition. Un certain nombre de boxeuses (1 dans se cas précis) reçoivent un laissez-passer pour les quarts de finale et se qualifient directement pour les demi-finales. Les deux perdants des demi-finales obtiennent chacun une médaille de bronze, sans disputer de match pour la troisième place.
Tous les combats se composent de trois périodes de trois minutes où les boxeuses obtiennent des points pour chaque coup de poing porté à la tête ou sur le haut du corps de leur adversaire. La boxeuse avec le plus de points comptabilisés à la fin des périodes se qualifie. Si une boxeuse se retrouve au sol et ne peut pas se lever avant que l'arbitre compte jusqu'à 10, le combat est terminé et l'adversaire est déclaré gagnant.

## Programme
Le programme présenté au 1er juin 2021 est :
|  | Quart de finale |  | Demi-finale |  | Finale |

| Sports                               | Sports | Sports | Jour de compétition (juin / juillet) | Jour de compétition (juin / juillet) | Jour de compétition (juin / juillet) | Jour de compétition (juin / juillet) | Jour de compétition (juin / juillet) | Jour de compétition (juin / juillet) | Jour de compétition (juin / juillet) | Jour de compétition (juin / juillet) | Jour de compétition (juin / juillet) | Jour de compétition (juin / juillet) | Jour de compétition (juin / juillet) | Jour de compétition (juin / juillet) | Jour de compétition (juin / juillet) |
| Sports                               | Sports | Sports | 24                                   | 25                                   | 26                                   | 27                                   | 28                                   | 29                                   | 30                                   | 1                                    | 2                                    | 3                                    | 4                                    | 5                                    | 6                                    |
| ------------------------------------ | ------ | ------ | ------------------------------------ | ------------------------------------ | ------------------------------------ | ------------------------------------ | ------------------------------------ | ------------------------------------ | ------------------------------------ | ------------------------------------ | ------------------------------------ | ------------------------------------ | ------------------------------------ | ------------------------------------ | ------------------------------------ |
| Boxe                                 | Boxe   |        |                                      |                                      |                                      |                                      | ¼                                    |                                      | ½                                    | F                                    |                                      |                                      |                                      |                                      |                                      |
|                                      |        |        | 24                                   | 25                                   | 26                                   | 27                                   | 28                                   | 29                                   | 30                                   | 1                                    | 2                                    | 3                                    | 4                                    | 5                                    | 6                                    |
| Jour de compétition (juin / juillet) |        |        |                                      |                                      |                                      |                                      |                                      |                                      |                                      |                                      |                                      |                                      |                                      |                                      |                                      |

## Horaires
Les temps sont donnés selon l'heure locale d’Algérie (UTC)
| Date                      | Temps         | Série            |
| ------------------------- | ------------- | ---------------- |
| Mercredi 29 juin 2022     | 16:15 - 16:47 | Quarts de finale |
| Jeudi 30 juin 2022        | 15:29 - 15:45 | Demi-Finales     |
| Vendredi 1er juillet 2022 | 17:38         | Finale           |

## Médaillés
| Or             | Argent         | Bronze                      |
| Hadjila Khelif | Chaymae Rhaddi | Rebecca Nicoli Amina Zidani |

## Résultats

### Phase finale
|  | Demi-finales   | Demi-finales   |                |   | Finale | Finale |
|  |                |                |                |   |        |        |
|  |                |                |                |   |        |        |
|  |                |                |                |   |        |        |
|  | Hadjila Khelif | 3              |                |   |        |        |
|  | Hadjila Khelif | 3              |                |   |        |        |
|  | Amina Zidani   | 0              |                |   |        |        |
|  | Amina Zidani   | 0              | Hadjila Khelif | 2 |        |        |
|  |                |                | Hadjila Khelif | 2 |        |        |
|  |                | Chaymae Rhaddi | 0              |   |        |        |
|  | Rebecca Nicoli | Chaymae Rhaddi | 0              | 1 |        |        |
|  | Rebecca Nicoli |                |                | 1 |        |        |
|  | Chaymae Rhaddi | 2              |                |   |        |        |
|  | Chaymae Rhaddi | 2              |                |   |        |        |

### Premiers tours

#### Première partie
|  | Huitièmes de finale | Huitièmes de finale | Huitièmes de finale |  |  | Quarts de finale      | Quarts de finale      | Quarts de finale |   |                | Demi-finales   | Demi-finales   | Demi-finales |  |  | Finale | Finale | Finale |
|  |                     |                     |                     |  |  |                       |                       |                  |   |                |                |                |              |  |  |        |        |        |
|  |                     |                     |                     |  |  |                       |                       |                  |   |                |                |                |              |  |  |        |        |        |
|  |                     |                     |                     |  |  |                       |                       |                  |   |                |                |                |              |  |  |        |        |        |
|  |                     |                     |                     |  |  |                       |                       |                  |   |                |                |                |              |  |  |        |        |        |
|  |                     |                     |                     |  |  |                       |                       |                  |   | Hadjila Khelif | Hadjila Khelif | 3              |              |  |  |        |        |        |
|  |                     |                     |                     |  |  |                       | Amina Zidani          | Amina Zidani     | 0 |                |                |                |              |  |  |        |        |        |
|  |                     |                     |                     |  |  | Mariam Hussein        |                       |                  |   |                |                |                |              |  |  |        |        |        |
|  |                     |                     |                     |  |  | Amina Zidani          | Amina Zidani          | ABD              |   |                |                |                |              |  |  |        |        |        |
|  |                     |                     |                     |  |  |                       |                       |                  |   |                | Hadjila Khelif | Hadjila Khelif | 2            |  |  |        |        |        |
|  |                     |                     |                     |  |  |                       | Chaymae Rhaddi        | Chaymae Rhaddi   | 0 |                |                |                |              |  |  |        |        |        |
|  |                     |                     |                     |  |  | Olga Papadatou        | Olga Papadatou        | 0                |   |                |                |                |              |  |  |        |        |        |
|  |                     |                     |                     |  |  | Rebecca Nicoli        | Rebecca Nicoli        | 3                |   |                |                |                |              |  |  |        |        |        |
|  |                     |                     |                     |  |  |                       |                       |                  |   | Rebecca Nicoli | Rebecca Nicoli | 1              |              |  |  |        |        |        |
|  |                     |                     |                     |  |  |                       | Chaymae Rhaddi        | Chaymae Rhaddi   | 2 |                |                |                |              |  |  |        |        |        |
|  |                     |                     |                     |  |  | Chaymae Rhaddi        | Chaymae Rhaddi        | 2                |   |                |                |                |              |  |  |        |        |        |
|  |                     |                     |                     |  |  | Mariem Homrani Zayani | Mariem Homrani Zayani | 1                |   |                |                |                |              |  |  |        |        |        |
|  |                     |                     |                     |  |  |                       |                       |                  |   |                |                |                |              |  |  |        |        |        |